# Razarač klase Udaloy
Klasa Udaloy jest NATO-ov naziv za seriju protupodmorničkih razarača s vođenim projektilima izgrađenih za sovjetsku mornaricu, od kojih je sedam sada u službi Ruske ratne mornarice. Sovjetska oznaka bila je Projekt 1155 Fregat, dok je sadašnja ruska oznaka Projekt 11551 Fregat-M. Dvanaest brodova izgrađeno je između 1980. i 1991., a trinaesti je brod uslijedio 1999. godine i bio je izgrađen prema modificiranom dizajnu, poznatom kao klasa Udaloy II. Razarači nadopunjuju razarače klase NATO imena Sovremenny u protuzračnim i protupovršinskim ratnim operacijama. Kodno ime Udaloy dolazi od arhaičnog ruskog pridjeva udaloj, što znači odvažan.

## Povijest
Projekt 1155 potječe iz 1970-ih kada je zaključeno da je preskupo graditi višenamjenske borbene brodove velikog deplasmana. Koncept specijaliziranog površinskog broda razvili su sovjetski dizajneri. Položena su dva različita tipa ratnih brodova koje je dizajnirao Projektni biro Severnoje: razarač projekta 956 i veliki protupodmornički brod projekta 1155. Klasa Udaloy općenito se smatra sovjetskim ekvivalentom američkih razarača klase Spruance. Među jedinicama klase postoje varijacije u projektilima zemlja-zrak i radaru za zračno pretraživanje. Budući da su izgrađeni na temelju klase Krivak, naglasak na protupodmorničkom ratu učinio je ove brodove ograničenim za protupovršinske i protuzračne napade.
Godine 2015. Ruska ratna mornarica prvobitno je objavila da će pet od osam brodova projekta 1155 biti obnovljeno i nadograđeno u sklopu programa modernizacije mornarice do 2022. godine. U 2020. predloženo je da će ukupno osam brodova Projekta 1155/1155.1 biti nadograđeno na isti standard, iako će se rad na preostalim trima jedinicama nastaviti i nakon 2022. Osim remonta  sustava za radioelektroničko ratovanje i održavanje na životu (engleski: life support systems), razarači će dobiti moderne raketne sustave za ispaljivanje krstarećih projektila P-800 Oniks i Kalibr. Brodovima će se životni vijek produžiti za 30 godina. Nadogradnje će uključivati zamjenu raketa Rastrub-B s nagibnim lanserima 3S24 opremljenim s četiri kontejnera koji koriste protubrodske projektile 3M24 i dva univerzalna vertikalna lansirna sustava 3S14-1155 sa 16 ćelija za krstareće rakete Kalibr za kopnene, protubrodske i protupodmorničke napade.

### Udaloy II
Nakon što je Udaloy pušten u pogon, konstruktori su 1982. godine počeli razvijati paket za nadogradnju kako bi pružili uravnoteženije mogućnosti s većim naglaskom na zaštitu. Projekt 1155.1 Fregat II približan je pandan poboljšanoj klasi Spruance. Samo je jedan dovršen, a izvana je nalikovao Udaloyu. Bila je to nova konfiguracija, koja je zamijenila SS-N-14 protubrodskim projektilima P-270 Moskit (NATO-ova oznaka SS-N-22 "Sunburn"), opremljena s dvostrukim topom od 130 mm, UDAV-1 protutorpednim raketama i CIWS sustavom za nadolazeće projektile s topom i projektilima zemlja-zrak.